# Salvador Mayol
Salvador Mayol o Maiol (Barcelona, 1775 - ídem, 1834) fue un pintor español.

## Biografía
Discípulo de Joseph Flaugier en la Escuela de la Llotja, durante la ocupación napoleónica de Barcelona residió en Palma de Mallorca, donde hizo varios discípulos. 
En 1820 ofreció a la Diputación de Barcelona una Alegoría de la Constitución de 1812. Desde 1824 hasta su muerte ejerció la dirección interina de la clase de pintura al óleo de la Llotja. Participó en la Exposición de Llotja de 1826 con Jesucristo bajando de la cruz y Baile de boleras.
Cultivó diversos géneros (mitológico, bíblico, religioso), pero destacó especialmente en el costumbrismo satírico, de influencia goyesca: Un café en carnaval, En casa del capillero, En casa del sastre. El Museo Nacional de Arte de Cataluña conserva su Autorretrato, y en la Real Academia Catalana de Bellas Artes de San Jorge hay diversas obras suyas. Murió en la epidemia de cólera de 1834.

## Galería

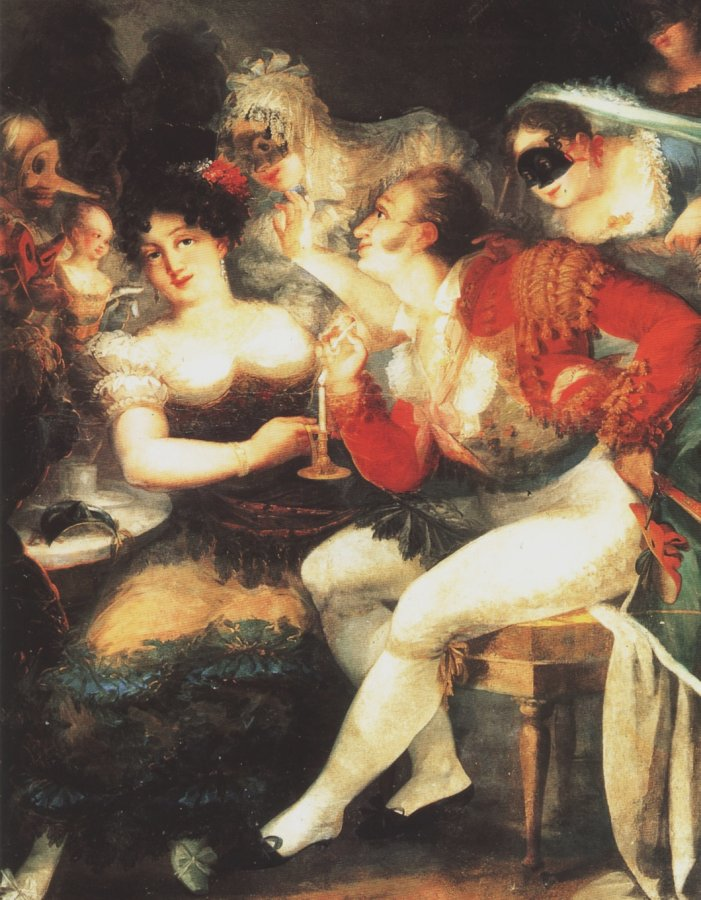
Un café en carnaval, Real Academia Catalana de Bellas Artes de San Jorge (en depósito en el MNAC).